# Landesverfassung (Deutschland)
Als Landesverfassungen werden in Deutschland die Verfassungen der Bundesländer bezeichnet.
Der föderale Aufbau der Bundesrepublik Deutschland führt dazu, dass die deutschen Länder eigene Staaten mit eigener Staatsgewalt und eigenen Parlamenten, Regierungen und Verfassungsgerichten darstellen. Nach Art. 28 Abs. 1 Satz 1 Grundgesetz (GG) müssen die Landesverfassungen „den Grundsätzen des republikanischen, demokratischen und sozialen Rechtsstaates“ entsprechen (Homogenitätsprinzip). Sie dürfen jedoch innerhalb dieses Rahmens von den Bestimmungen des Grundgesetzes abweichen. So haben z. B. viele Landesverfassungen Elemente direkter Demokratie, die auf Bundesebene unbekannt sind. Landesverfassungen ostdeutscher Länder haben oftmals soziale Grundrechte aufgenommen, die jedoch nicht einklagbar sind. Solche verfassungsmäßig garantierten Grundrechte bleiben ungeachtet des Vorrangs von Bundesrecht (Art. 31 GG) gemäß Art. 142 GG in Kraft, soweit sie in Übereinstimmung mit den Art. 1 bis Art. 18 GG stehen.
Darüber hinaus – sieht man von den staatsorganisationsrechtlichen Bestimmungen, dem Behördenaufbau usw. ab – ist die praktische Bedeutung der Landesverfassungen gering. In historischer Hinsicht sind viele älter als das Grundgesetz (z. B. die Hessische Verfassung von 1946) und dienten teilweise auch als Vorbild für die Verfassung des Bundes.

## Landesverfassungen
- Verfassung des Landes Baden-Württemberg
- Verfassung des Freistaates Bayern
- Verfassung von Berlin
- Verfassung des Landes Brandenburg
- Landesverfassung der Freien Hansestadt Bremen
- Verfassung der Freien und Hansestadt Hamburg
- Verfassung des Landes Hessen
- Verfassung des Landes Mecklenburg-Vorpommern
- Niedersächsische Verfassung
- Verfassung für das Land Nordrhein-Westfalen
- Verfassung für Rheinland-Pfalz
- Verfassung des Saarlandes
- Verfassung des Freistaates Sachsen
- Verfassung des Landes Sachsen-Anhalt
- Verfassung des Landes Schleswig-Holstein
- Verfassung des Freistaats Thüringen

### Ehemalige Landesverfassungen
- Verfassung des Landes Baden
- Verfassung für Württemberg-Baden
- Verfassung für Württemberg-Hohenzollern
- Vorläufige Niedersächsische Verfassung